# Kik, Harbo
Kik är en grupp av torp i Harbo socken, Heby kommun.
Kik har ursprungligen legat som oskattlagt torp under Viby säteri. Det har sedan delats upp, en del ligger idag som egen fastighetsbeteckning, en del räknas under Täppan, och annat under Viby. Namnets betydelse är lite oklar, men kan möjligen vara bildad till verbet kika, i syftning på någon utkikspunkt. Det äldsta torpet ligger på en höjd. Kik omtalas första gången mantalslängden 1653 ("Kijk"). Äldsta brukaren var skogvaktare under Viby. Från början av 1700-talet fanns även soldattorpet för soldaten Åhl vid roten 337 vid Västmanlands regemente här. Åtminstone från 1730 fanns två torp här, från 1731 tre torp, varav ett i Lilla Kik. I senare tid har Kik delats in i Stora och Lilla Kik, med vardera två torp, där Lilla Kik utgör den norra husgruppen.
På Eniros karta fanns 2022 sex byggnader utmärkta. Lantmäteriets karta har sju bostadshus, men grupperade i fem gårdar.
Soldattorpet för roten 337 Espenbo, som fanns under en tid i slutet av 1600-talet låg troligen också invid Kik. Strax norr om Kik ligger Espenängen, utgör en utjord till Norrbo.